# Sylvie Muguet
Pour les articles homonymes, voir Muguet.
Sylvie Muguet née le 13 juillet 1967 à Pau, est une triathlète et cycliste française.

## Biographie
Sylvie Muguet commence sa carrière sportive par dix années de natation dont une passée en sport-études à Font-Romeu. Elle arrête la natation après avoir remporté un titre de championne de France  par équipe sur le relais quatre fois 200 mètres en nage libre. Elle débute dans le triathlon en 1987 et remporte le championnats de France de triathlon catégorie A en 1988 après avoir remporté huit des douze courses du circuit, elle obtient également la cinquième place au championnat d’Europe ainsi que la 16e au championnat du monde de cette catégorie en 1990,. En parallèle, elle participe à des courses cyclistes, comme le championnat de France sur route où elle prend la 30e position en 1992 ou encore le Prix de la Ville du Mont Pujols qu'elle remporta en 1989. Elle met fin à sa carrière professionnelle en 1992 après avoir participé au championnat du monde à Pékin ou elle termine en cinquième position.

## Palmarès
| Année | Compétition                         | Position          | Temps |
| ----- | ----------------------------------- | ----------------- | ----- |
| 1990  | Championnats de France de triathlon | Médaille d'argent | pts   |
| 1988  | Championnats de France de triathlon | Médaille d'or     | pts   |

| Année | Compétition                     | Position | Temps  |
| ----- | ------------------------------- | -------- | ------ |
| 1989  | Prix de la Ville du Mont Pujols |          | Timing |

### Autres
- 7e aux championnats d'Europe à Venise en 1988
- 1988 : Vainqueur des triathlons de Marseille, Vannes, Mauzac, Bayonne, de la Guadeloupe ...
- 5e aux championnats d'Europe CAT A à Linz en 1990
- 16e aux championnats du monde CAT A à Orlando (EU) en 1990
- Vainqueur de plusieurs courses entre 1990 et 1992 dont Pau, Monaco (coupe du monde), Embrun (coupe du monde), Mauzac, Hendaye, Saint-Paul de la Réunion, Mimizan, Bayonne, Lyon, Pointe-à-Pitre (Guadeloupe) et Cannes CAT B.
- 20e aux championnats du monde CD à Gold Coast (Australie).
- 5e de la coupe du monde de triathlon à Pékin en 1992.